# Mesochria vulgaris
Mesochria vulgaris är en tvåvingeart som beskrevs av Thompson 2006. Mesochria vulgaris ingår i släktet Mesochria och familjen fönstermyggor.
Artens utbredningsområde är Fiji. Inga underarter finns listade i Catalogue of Life.